# Втрати 137-го парашутно-десантного полку (РФ)
У статті наведено подробиці втрат 137-го парашутно-десантного полку Збройних сил РФ.

## Перша чеченська війна
| п/п | Прізвище, ім'я, по-батькові                                        | Звання  | Дата народження | Дата смерті | Місце смерті    |
| --- | ------------------------------------------------------------------ | ------- | --------------- | ----------- | --------------- |
| 1.  | Камерний В'ячеслав Миколайович (рос. Камерный Вячеслав Николаевич) | рядовий | 12.04.1976      | 19.12.1994  |                 |
| 2.  | Бахтинов Євген Миколайович (рос. Бахтинов Евгений Николаевич)      | рядовий | 20.04.1976      | 28.12.1994  | Петропавловська |

## Російсько-українська війна
| п/п | Прізвище, ім'я, по-батькові                                             | Звання                                                      | Дата народження | Дата смерті   | Місце смерті       |
| --- | ----------------------------------------------------------------------- | ----------------------------------------------------------- | --------------- | ------------- | ------------------ |
| 1.  | Максутов Ільдар Ільгамович (рос. Максутов Ильдар Ильгамович)            |                                                             | 21.10.1993      | 28.07.2014    | Попасна            |
| 2.  | Андріянов Сергій Вікторович (рос: Андриянов Сергей Викторович)          | прапорщик                                                   | 27.03.1994      | 28.08.2014    |                    |
| 3.  | Яковлєв Артем Сергійович (рос. Яковлев Артём Сергеевич)                 | рядовий                                                     | 28.08.1992      | 29.08.2014    |                    |
| 4.  | Яковлєв Олексій Андрійович (рос. Яковлев Алексей)                       | старший лейтенант, командир взводу ПДР                      | 15.03.1996      | 01.03.2022    | Київська область   |
| 5.  | Філіппов Олексій Олександрович (рос. Филиппов Алексей Александрович)    | сержант                                                     | 15.07.1987      | 05.03.2022    |                    |
| 6.  | Дудоров Георгій Олександрович (рос. Дудоров Георгий Александрович)      | лейтенант, заступник командира розвідувальної роти          |                 | 06.03.2022    |                    |
| 7.  | Луконін Владислав Олександрович (рос. Луконин Владислав Александрович)  | старший лейтенант, заступник командира розвідувальної роти  | 26.09.1996      | 07.03.2022    |                    |
| 8.  | Клейменов Микита Олексійович (рос. Клейменов Никита Алексеевич)         |                                                             | 19.07.2000      | 07.03.2022    |                    |
| 8.  | Курганов Олексій Сергійович (рос. Курганов Алексей Сергеевич)           | капітан, командир розвідувальної роти                       | 09.05.1990      | 07.03.2022    |                    |
| 10. | Фомін Олексій Анатолійович (рос. Фомин Алексей Анатольевич)             | старший сержант, командир відділення-оперативного взвода    | 26.03.1979      | 07.03.2022    |                    |
| 11. | Несмєянов Олексій Євгенович (рос. Несмеянов Алексей Евгеньевич)         | молодший сержант                                            | 25.09.1990      | 25.03.2022    |                    |
| 12. | Горянов Микола Андрійович (рос. Горянов Николай Андреевич)              | старший сержант, розвідрота                                 |                 | 14.04.2022    |                    |
| 13. | Опарін Дмитро Володимирович (рос. Опарин Дмитрий Владимирович)          |                                                             | 11.06.2001      | 19.04.2022    | Бражківка          |
| 14. | Бєлоусов В'ячеслав (рос. Белоусов Вячеслав)                             | старший сержант                                             |                 | 25.04.2022    |                    |
| 15. | Дементьєв Олександр Сергійович (рос. Дементьев Александр Сергеевич)     | сержант                                                     | 23.09.1996      | 03.05.2022    |                    |
| 16. | Харитонов Анатолій Анатолійович (рос. Харитонов Анатолий Анатольевич)   | рядовий                                                     | 22.03.2000      | 17.05.2022    | Бахмутський район  |
| 17. | Денисов Олександр Володимирович (рос. Денисов Александр Владимирович)   | майор, заступник командира батальйону                       | 1988            | 17.05.2022    |                    |
| 18. | Кашуба Ігор Петрович (рос. Кашуба Игорь Петрович)                       |                                                             | 08.09.1989      | 17.05.2022    | Луганська область  |
| 19. | Булатов Вадим Алійович (рос. Булатов Вадим Алиевич)                     | сержант                                                     | 1991            | 19.05.2022    |                    |
| 20. | Єлманов Михайло Сергійович (рос. Елманов Михаил Сергеевич)              | молодший сержант                                            |                 | 20.05.2022    |                    |
| 21. | Маслєнніков Павло Миколайович (рос. Масленников Павел Николаевич)       | старший сержант                                             | 12.07.1996      | 21.05.2022    |                    |
| 22. | Корякін Дмитро Миколайович (рос. Корякин Дмитрий Николаевич)            | старший лейтенант                                           | 05.07.1996      | 29.06.2022    |                    |
| 23. | Сізих Єгор Андрійович (рос. Сизых Егор Андреевич)                       | молодший сержант                                            | 05.05.1995      | 29.06.2022    |                    |
| 24. | Андрєєв Олексій (рос. Андреев Алексей)                                  | рядовий                                                     |                 | до 05.07.2022 |                    |
| 25. | Поспєлов Олександр Олексійович (рос. Поспелов Александр Алексеевич)     |                                                             | 06.02.1996      | 18.07.2022    |                    |
| 26. | Порфір'єв Роман Юрійович (рос. Порфирьев Роман Юрьевич)                 | старший сержант                                             | 10.05.1981      | 05.08.2022    |                    |
| 27. | Кривов Павло Вікторович (рос. Кривов Павел Викторович)                  | підполковник, командир 1-го парашутно-десантного батальйону |                 | 09.09.2022    | Балаклія           |
| 28. | Козін Сергій Михайлович (рос. Козин Сергей Михайлович)                  | лейтенант, командир взводу                                  |                 | 19.09.2022    | Херсонська область |
| 29. | Глазачев Євген (рос. Глазачев Евгений)                                  | старший лейтенант, заступник командира роти                 |                 | до 14.10.2022 |                    |
| 30. | Кошельов Сергій Сергійович (рос. Кошелёв Сергей Сергеевич)              | підполковник, командир батальйону                           |                 | 09.11.2022    | Херсон             |
| 31. | Мельников Сергій Сергійович (рос. Мельников Сергей Сергеевич)           | рядовий                                                     | 06.04.1982      | 17.05.2023    | Васюківка          |
| 32. | Ахметзянов Марат Мансурович (рос. Ахметзянов Марат Мансурович)          | лейтенант                                                   | 03.08.1995      | 16.06.2023    | поблизу м. Соледар |
| 33. | Щербаков Антон Альбертович (рос. Щербаков Антон Альбертович)            | рядовий                                                     | 05.02.1992      | 17.08.2023    |                    |
| 34. | Сошников Олександр Володимирович (рос. Сошников Александр Владимирович) | рядовий                                                     | 06.06.1987      | 04.11.2023    | Соледар            |
| 35. | Федощев Сергій Олександрович (рос. Федощев Сергей Александрович)        | молодший сержант                                            | 27.07.1995      | 20.02.2024    |                    |